# Tatilisame
Tatilisame (Tatilsame) ist eine osttimoresische Aldeia im Suco Fahisoi (Verwaltungsamt Lequidoe, Gemeinde Aileu). 2015 lebten in der Aldeia 454 Menschen.

## Geographie und Einrichtungen
Die Aldeia Tatilisame liegt im Südwesten des Sucos Fahisoi. Nördlich befindet sich die Aldeia Dailorluta und östlich die Aldeia Locotoi. Den Westen von Tatilisame umschließt der Suco Fahiria. Südlich des Grenzflusses Coioiai liegt der Suco Manucassa. Der Coioiai gehört zum System des Nördlichen Laclós. Die Hauptstraße des Sucos, die entlang dem Gipfel einem Bergrückens folgt, führt grob entlang der Grenze zwischen Tatilisame und Dailorluta. Nur im Osten reicht Tatilisame den Nordhang weit hinab. Nach Süden fällt die Aldeia von etwa 1300 m bis in das Tal des Coioiai auf fast 1000 m hinab.
Entlang der Hauptstraße und einigen Nebenstraßen dehnt sich Lequidoe, der Hauptort des Sucos aus. Er besteht aus mehreren zusammengewachsenen Orten, beginnend mit Aituin im Westen, gefolgt von Tatilisame im Südwesten und Fatubuti und Fahisoi im Osten der Aldeia. Östlich reicht der Ort Lequidoe in die Aldeia Locotoi hinein. Gebäude von Aituin und Fatubuti nördlich der Hauptstraße gehören zur Aldeia Dailorluta, während Fahisoi beidseitig der Straße zu Tatilisame gehört.
Im Ort Tatilisame befinden sich das Hospital Fahisoi und das Haus des Chefe de Suco. Die Grundschule Fahisoi und die Kirche Santo do Fe'e stehen in Aituin auf der Seite der Aldeia Tatilisame.